# Ape Escape Million Monkeys
Ape Escape Million Monkeys è un videogioco a piattaforme per PlayStation 2, è uno spin-off della serie Ape Escape.

## Personaggi e congegni
I personaggi sono gli stessi della prima serie: Kakeru, Hiroki, Natsumi, Charu e il Prof. Hakase. I congegni non sono più i soliti; ora sono delle vere armi da guerra: Rollers, Spade, Granate, Pistole laser e tanti altri.

## Crossover
Il personaggio Spike (Kakeru) di PlayStation All-Stars Battle Royale è fortemente basato sul design presente in questo gioco.